# Centro Cultural La Casita
El Centro y Periférico Cultural La Casita, o simplemente La Casita, es un centro cultural ubicado en la comuna de La Florida, en la población Nuevo Amanecer, zona Oriente de Santiago de Chile. Este espacio se emplaza en un barrio residencial, el cual se forma en el Campamento Nueva La Habana en el año 1970.

## Historia

### Historia de la población
Las raíces se remontan desde el 1 de noviembre, donde se funda el campamento Nueva La Habana el año 1970, desde el proceso migración campo ciudad sumado a las organizaciones que buscan resolver su problemática habitacional, comienza el auge de las tomas de terreno  en los sectores periféricos de la ciudad en los años 60, 70 sobre todo en la zona sur de Santiago, solución vista por los sectores más vulnerables de la población.
El campamento Nueva La Habana se forma en el contexto de la materialización de las organizaciones político social y la coordinación de dirigentes sociales en conjunto con el MIR, las tomas de los terrenos Magaly Honorato, Elmo Catalán y Ranquil, se gesta la expropiación del fundo Los Castaños, y con la cesión de este terreno se funda el 1° de noviembre el campamento Nueva La Habana. 
El campamento se destaca por su organización social, al igual que el campamento La Victoria, gracias al apoyo de voluntarios, como arquitectos, profesores, trabajadores sociales, y la coordinación de los dirigentes sociales logrando la autoorganización para la construcción de las viviendas, las manzanas, cedes vecinales, consultorios, escuelas y lugares públicos, todos incluidos con el fin de poder mejorar la calidad de vida de los habitantes.

### Historia del Centro Cultural
En primera instancia, el edificio donde se ubica actualmente el Centro Cultural La Casita, fue destinado por los pobladores para el consultorio del campamento, luego con el Golpe de Estado en Chile de 1973, se desarticula la organización y este lugar, pasa bajo la administración de diversos grupos en diferentes épocas como la PDI y por último un Jardín Infantil.
Sin embargo, con el deterioro de la estructura por el paso del tiempo, la casa antigua de madera ya no podía seguir utilizándose como jardín infantil y se lo delegan a un grupo de minusválidos.

#### Enlace con la comunidad
EL grupo inicial de La Casita, se forma luego de una convocatoria en el año 2005, para conformar un grupo que lo integraban diferentes organizaciones sociales además de personas con diferentes aptitudes de tipo social y artístico cultural como profesores, estudiantes, músicos, artistas plásticos, entre otros, con inquietudes en común. Este grupo toma por nombre, la banda N.A 
Durante las reuniones, una miembro del grupo propone iniciar el trabajo en un espacio (actual Centro Cultural) que en ese momento estaba siendo ocupado por la agrupación de minusválidos. Se les propone a ellos compartir esta casa de madera para poder mantener reuniones en el lugar, con el transcurso del tiempo este grupo de la banda N.A  finalmente termina administrando el espacio, ya que la organización de minusválidos que había anteriormente no puede seguir haciéndose cargo; es ahí donde se fue desarrollando un movimiento artístico sociocultural que al espacio le hacían llamar La Casita.

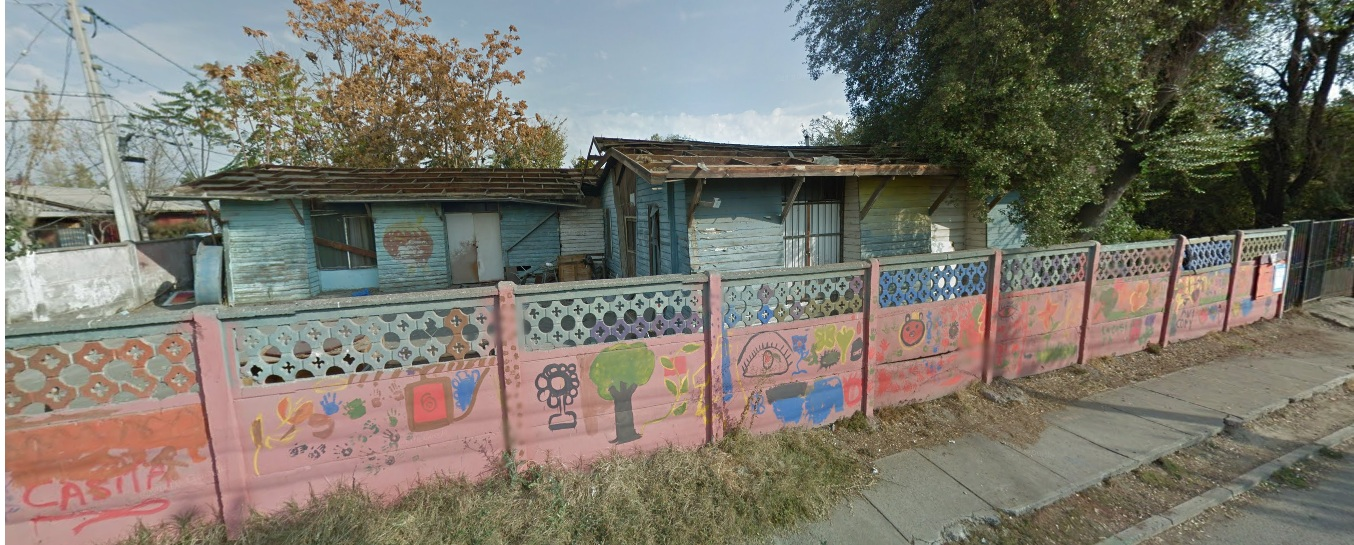
La Casita Antigua

### Proyecto Quiero mi barrio
El programa Quiero mi Bario del Ministerio de Vivienda y Urbanismo, MINVU,, el año 2009 Convoca a diferentes organizaciones del sector buscando financiar el mejoramiento de la estructura barrial con fondos públicos. Se propone aplicar el proyecto a la casita de madera ya que el deterioro era evidente. Con esto se provoca una disputa de la finalidad del objetivo de la nueva infraestructura, ya que se incluye también la posibilidad de destinarla a un jardín infantil y sala cuna para niños de la población, dentro de este contexto se llama a un cabildo abierto el 10 de agosto de 2009 en la parroquia Jesús el Señor Archivado el 2 de octubre de 2018 en Wayback Machine. del sector, asistiendo cerca de 100 personas, donde se prorroga la decisión de mantener el espacio como un centro cultural, ya que había más jardines infantiles en el sector y ningún centro cultural.

## Centro Cultural en la actualidad
Luego de finalizar del proyecto quiero mi barrio, año 2015. El edificio del centro cultual actualmente pertenece a la Comuna de La Florida siendo traspasado por el Serviu Metropolitano. Sin embargo, la administración municipal, convoca a las organizaciones del sector, además de las que ya funcionaban anteriormente en la antigua casita de madera, para conformar un consejo de administración que quede como responsable durante una marcha blanca para poder mantener en funcionamiento el espacio con fines artísticos y socioculturales que se venían fomentando desde el año 2005. Diversas iniciativas de desarrollan y otras van tomando forma como el trabajo social, cultural y comunitario en el sector, estableciendo vínculos con la comunidad local, organizaciones e instituciones comunales y de la región metropolitana. 
| Salud popular comunitaria    | Grupo EME           | Artes Marciales Mixtas    | Kung - Fu                 |
| Teatro de Dudosa Procedencia | Comité La Herradura | Orfebrería                | Letrerismo estilo Comic´s |
| Comparsa Samba China Chola   | Zumba               | Danza infantil            | Escuela Lumi Videla       |
| Capoeira                     | folklore            | Teatro Periférico Teatral | Biblioteca Manuel Poeta   |
| ---------------------------- | ------------------- | ------------------------- | ------------------------- |

### Actividades que se realizan en el Centro Cultural
El 28 de octubre de 2015 se hace la reapertura con la clásica mateada histórica, esta actividad junto con otras se han ido consolidado, durante la historia de los pobladores y con el trabajo comunitario que se han mantenido en la memoria colectiva, son todas de carácter comunitario como el mes de maría, en diciembre, La Mateada Histórica, La semana de encuentro de saberes populares con fecha en enero, la fiesta religiosa Cruz de Mayo realizada el día 3 de mayo y finalmente la Chingana popular para el mes de septiembre, además El centro brinda apoyo para la organización de otras jornadas locales, como lo son el Carnaval de Noche de San Juan el 23 de junio y el aniversario de la población Nueva Habana el 1° de noviembre.

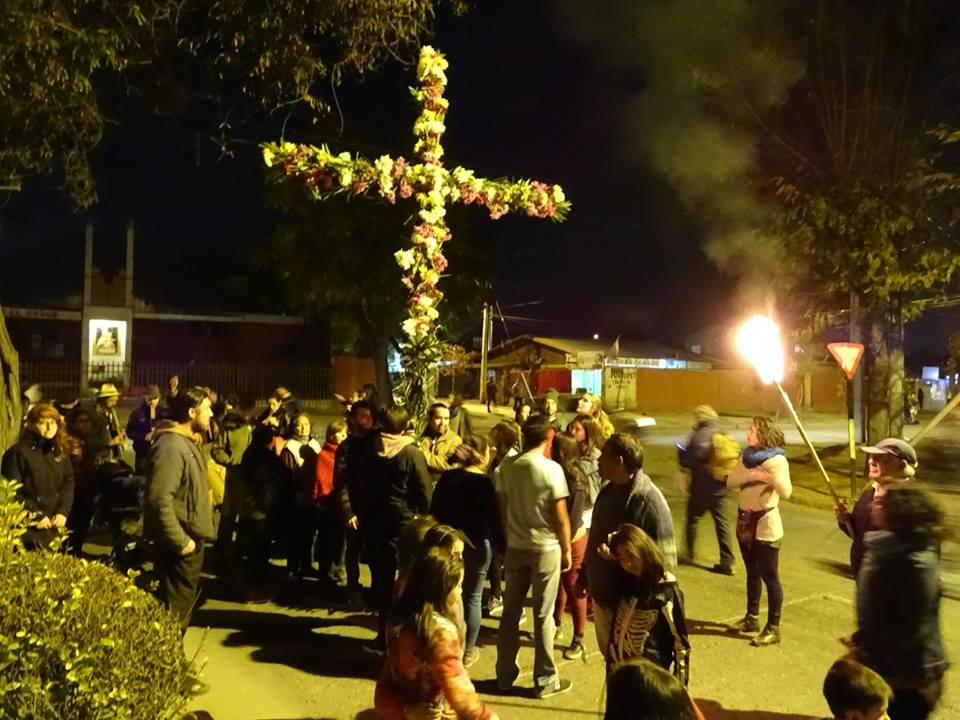
Fiesta religiosa cruz de Mayo 3 de mayo

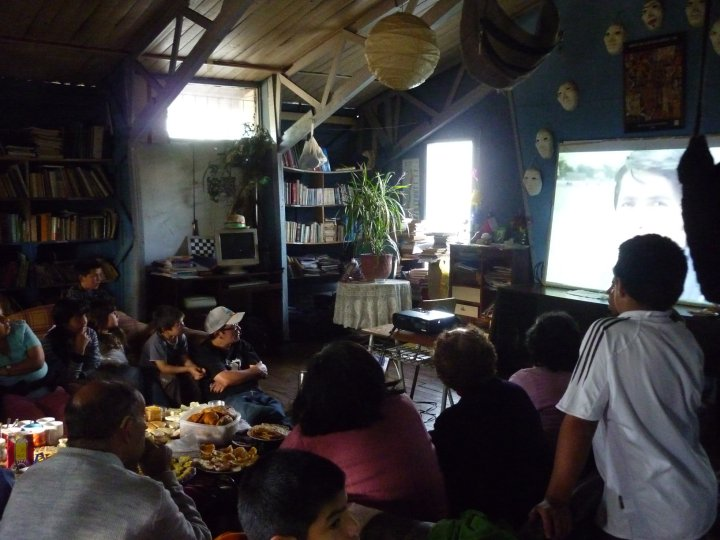
Mateada histórica en la casita antigua

## Infraestructura
El Centro Cultural La Casita ya con nuevo edificio de 500 m² aproximadamente cuenta con diversos espacios abiertos a la comunidad, donde se desarrollan una amplia gama de actividades. Dentro de ellas destaca el Salón Principal, donde generalmente se llevan a cabo clases de danza y música entre otros talleres. También se encuentra la Biblioteca Comunitaria Manuel Poeta, punto de encuentro para foros y conversatorios. El espacio también dispone con una sala de música, condicionada para ensayos, y finalmente posee un taller escuela, tres oficinas, un comedor, y baño para personas con movilidad reducida.

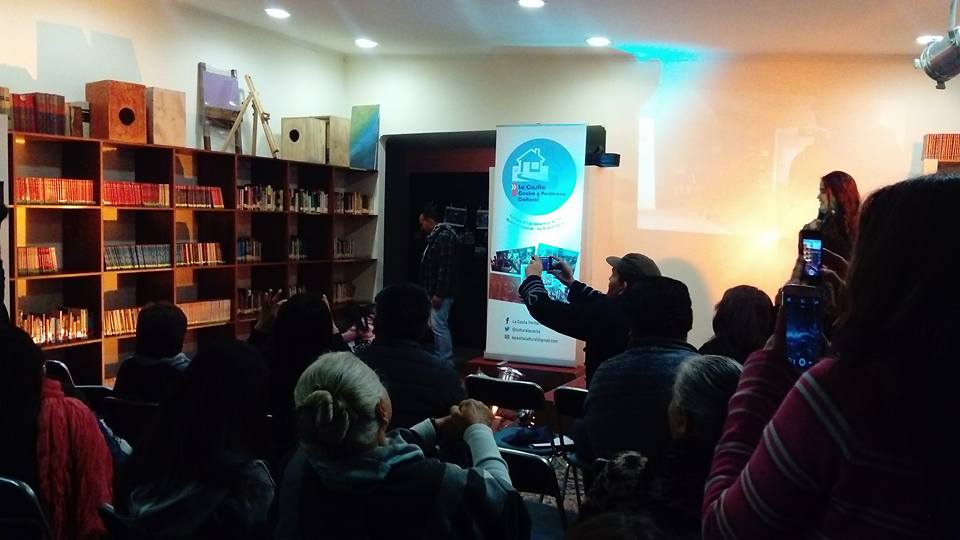
Inauguración biblioteca Manuel Poeta

## Localización
Este Centro cultural se encuentra ubicado en el pasaje Volcán Tupungatito #2909, en la comuna de La Florida, cercano al metro Línea 4, estación Macul.
Los recorridos del transporte público que sirven al centro cultural son las líneas E17, 126 y 118 de la Red Metropolitana de Movilidad que pasan por el metro estación Macul en dirección hacia la cordillera.